# Wolfram Göbel
Wolfram Göbel (* 17. Dezember 1944 in Worms) ist ein deutscher Verleger.

## Leben und Wirken
Göbel studierte Germanistik in Mainz und München, dem ein Forschungsaufenthalt an der Yale-Universität und seine Promotion folgten. Anschließend war Göbel von 1975 an Assistent der Geschäftsleitung und ab 1977 Programmchef des Deutschen Taschenbuchverlags (dtv) in München. 1986 wechselte er als Geschäftsführer und Generalbevollmächtigter der Bärenreiter Unternehmensgruppe zum  Bärenreiter-Verlag Kassel. 1990–1995 ging er als Geschäftsführer zurück zu dtv.
1996 bis 1999 war er Geschäftsführer der Ullstein Buchverlage in Berlin. Nach der Fusion der Ullstein Verlage mit der Verlagsgruppe Econ List gründete er im Jahr 2000 die BUCH&media GmbH in München als Joint Venture mit dem Buchgrossisten Libri und dessen Tochter Books on Demand (BoD).
In der BUCH&media GmbH, die als Dienstleistungsgesellschaft bzw. Druckkostenverlag für die seit 1998 eingeführte digitale Buchproduktion („Print-on-Demand“) tätig wird, erschienen unter den Labeln Verlag der Criminale (zusammen mit der Autorenvereinigung DAS SYNDIKAT), Die Schatzkiste (mit dem Friedrich-Boedecker-Kreis) und Lyrikedition 2000 (herausgegeben von Heinz Ludwig Arnold) Remakes vergriffener Titel im Books-on-Demand-Verfahren.
Ebenfalls als Imprint der BUCH&media GmbH gründete er im Jahr 2000 den Allitera Verlag, der München-Literatur, Bavarica und Bildbände, aber auch verschiedene wissenschaftliche Buchreihen und Jahrbücher (u. a. die edition monacensia) publiziert. 2017 verkaufte er die BUCH&media GmbH an Alexander Strathern.
Mit Elisabeth Tworek gründete er 2008 den Verein Freunde der Monacensia und war Mitherausgeber des von ihm mit Waldemar Fromm 2009 gegründeten Monacensia Jahrbuchs (2009–2019).
Neben seiner Verlagstätigkeiten hatte Göbel u. a. auch als Autor Beiträge zum Archiv für Geschichte des Buchwesens geleistet und sich im Vorstand des Bayerischen Tonkünstlerverbands engagiert.

## Bibliografie

### Beiträge im Archiv für Geschichte des Buchwesens
- Der Ernst Rowohlt Verlag 1910-1913 – seine Geschichte und seine Bedeutung für die Literatur seiner Zeit. Enthalten in Bd. 14, Frankfurt am Main 1974; Sp. 465–566.
- Der Kurt Wolff Verlag 1913 - 1930 – Expressionismus als verlegerische Aufgabe ; mit einer Bibliographie des Kurt Wolff Verlages und der ihm angeschlossenen Unternehmen 1910 - 1930. Enthalten in Bd. 15, Frankfurt am Main 1975; 521–962.
- Bibliographie des Kurt Wolff Verlages und der ihm angeschlossenen Unternehmen 1910-1930. Enthalten in Bd. 16, Frankfurt am Main 1976–1977; 1299–1456.
- Mentor - Herbert G. Göpfert. Enthalten in Bd. 159, Frankfurt am Main 1992, Nr. 75: 13.
- ... ständig auf der Jagd nach Erfolg – das dritte Mainzer Kolloquium Ende Januar stand unter dem Motto „Das Lektorat - eine Bestandsaufnahme“ .... Enthalten in Bd. 163, Frankfurt am Main 1996, Nr. 13: 22–27.
- Produktmanager, Ghostwriter oder Macher : die Funktionsveränderungen im Verlagslektorat. Enthalten in Das Lektorat. Bibliothek des Börsenvereins des Deutschen Buchhandels e.V., Frankfurt am Main 1997; 9–28.
- Warum verändern Verlage ihre Profile? Enthalten in Internationales Archiv für Sozialgeschichte der deutschen Literatur, Bd. 25,  Frankfurt am Main 2000; Nr. 2: 168–182.

### Sachbuch
- Bücher, die nie vergriffen sind! : die Verlage und Dienstleistungen von Buch & Media. Buch & Media, München 2000.

### (Mit-)Herausgeberschaft
- Briefwechsel mit Autoren und Künstlern 1903 - 1953 : mit 49 Faks. Zusammen mit Ulrike Buergel-Goodwin. Piper, München u. Zürich 1977.